# Lelystad Commanders
De Lelystad Commanders is een Americanfootballteam uit Lelystad uitkomend in de tweede divisie van de American Football Bond Nederland.
Ze spelen hun wedstrijden op Sportpark Doggersbank.
Almere Flevo Phantoms · Alphen Eagles · Amersfoort Untouchables · Amsterdam Panthers · Delft Dragons · Den Haag Raiders · Groningen Giants · Lelystad Commanders · Nijmegen Pirates · Utrecht Dominators